# Nesochrysa marginicollis
Nesochrysa marginicollis är en insektsart som först beskrevs av Douglas E. Kimmins 1957.  Nesochrysa marginicollis ingår i släktet Nesochrysa och familjen guldögonsländor. Inga underarter finns listade i Catalogue of Life.